# Landtagswahlkreis Potsdam I
Der Wahlkreis Potsdam I (Wahlkreis 21) ist ein Landtagswahlkreis in Brandenburg. Er umfasst die Stadtteile Babelsberg, Klein-Glienicke, Nördliche Innenstadt, Nördliche Vorstädte und Westliche Vorstädte der Landeshauptstadt Potsdam. Wahlberechtigt waren bei der letzten Landtagswahl 53.789 Einwohner.

## Landtagswahl 2024
| Landtagswahl in Brandenburg 2024 – WK Potsdam IZweitstimmen %403020100 37,4 %17,0 %10,9 %10,7 %10,0 %7,4 %2,1 %1,7 %1,3 %1,2 %0,3 % SPDGrüneCDUAfDBSWLinkePlusTierschutzFDPBVB/FWSonst.Gewinne und Verlusteim Vergleich zu 2024 %p 14 12 10 8 6 4 2 0 −2 −4 −6 −8−10−12−14+12,4 %p−12,1 %p−0,7 %p+1,3 %p+10,0 %p−6,1 %p+0,2 %p−0,4 %p−3,7 %p−0,6 %p−0,3 %pSPDGrüneCDUAfDBSWLinkePlusTierschutzFDPBVB/FWSonst. |

| Gegenstand der Nachweisung | Gegenstand der Nachweisung | Erst- stimmen | Erst- stimmen | Zweit- stimmen | Zweit- stimmen |
| Bewerber                   | Partei                     | Anzahl        | %             | Anzahl         | %              |
| -------------------------- | -------------------------- | ------------- | ------------- | -------------- | -------------- |
| Wahlberechtigte            | Wahlberechtigte            | 53.688        | 53.688        | 53.688         | 53.688         |
| Wähler                     | Wähler                     | 44.808        | 44.808        | 44.808         | 83,5           |
| Ungültige Stimmen          | Ungültige Stimmen          | 0365          | 00,8          | 0160           | 00,4           |
| Gültige Stimmen            | Gültige Stimmen            | 44.443        | 99,2          | 44.648         | 99,6           |
| davon                      |                            |               |               |                |                |
| Manja Schüle               | SPD                        | 15.286        | 34,4          | 16.689         | 37,4           |
| Tim Krause                 | AfD                        | 05.171        | 11,6          | 04.756         | 10,7           |
| Tanja Mutschischk          | CDU                        | 05.099        | 11,5          | 04.888         | 10,9           |
| Marie Schäffer             | GRÜNE/B 90                 | 11.799        | 26,5          | 07.599         | 17,0           |
| Isabelle Vandre            | DIE LINKE                  | 03.633        | 08,2          | 03.292         | 07,4           |
| Michael Reichert           | BVB / FREIE WÄHLER         | 01.344        | 03,0          | 0517           | 01,2           |
| Eike Böhm                  | FDP                        | 0848          | 01,9          | 0590           | 01,3           |
| Louis Friedrich Ripp       | Tierschutzpartei           | 01.263        | 02,8          | 0754           | 01,7           |
|                            | Plus                       |               |               | 0924           | 02,1           |
|                            | BSW                        | 04.444        | 10,0          |                |                |
|                            | III. Weg                   | 014           | 00,0          |                |                |
|                            | DKP                        | 039           | 00,1          |                |                |
|                            | DLW                        | 064           | 00,1          |                |                |
|                            | WU                         | 078           | 00,2          |                |                |

## Landtagswahl 2019
Bei der Landtagswahl 2019 wurde Marie Schäffer (Grüne) mit 27,0 % der Erststimmen im Wahlkreis direkt gewählt. Die weiteren Ergebnisse:
| Direktkandidat  | Partei           | Erststimmen in % | Zweitstimmen in % |
| --------------- | ---------------- | ---------------- | ----------------- |
| Klara Geywitz   | SPD              | 26,7             | 25,0              |
| Clemens Viehrig | CDU              | 12,9             | 11,6              |
| Isabelle Vandre | Die Linke        | 15,2             | 13,5              |
| Helmar Wobeto   | AfD              | 9,0              | 9,4               |
| Marie Schäffer  | GRÜNE            | 27,0             | 29,1              |
| Andreas Menzel  | BVB/FW           | 2,5              | 1,8               |
| –               | PIRATEN          | –                | 0,8               |
| Axel Graf Bülow | FDP              | 3,8              | 5,0               |
| –               | ÖDP              | –                | 1,1               |
| –               | Tierschutzpartei | –                | 2,1               |
| –               | V-Partei³        | –                | 0,5               |
| Luisa Preschel  | Die PARTEI       | 2,8              | –                 |

## Landtagswahl 2014
Bei der Landtagswahl 2014 wurde Klara Geywitz im Wahlkreis direkt gewählt.
Die weiteren Wahlkreisergebnisse:
| Direktkandidat        | Partei     | Erststimmen in % | Zweitstimmen in % |
| --------------------- | ---------- | ---------------- | ----------------- |
| Klara Geywitz         | SPD        | 28,0             | 26,8              |
| Anita Tack            | Die Linke  | 22,1             | 20,8              |
| Wieland Niekisch      | CDU        | 18,3             | 18,0              |
| Marie Luise von Halem | GRÜNE      | 15,7             | 19,2              |
| Axel Graf Bülow       | FDP        | 1,6              | 2,0               |
|                       | NPD        |                  | 0,4               |
| Wolfgang Cornelius    | BVB/FW     | 1,7              | 1,3               |
|                       | REP        |                  | 0,1               |
|                       | DKP        |                  | 0,5               |
| Alexander Gauland     | AfD        | 7,2              | 7,5               |
| Torben Reichert       | PIRATEN    | 2,8              | 3,4               |
| Bettina Franke        | Die PARTEI | 2,6              |                   |

## Landtagswahl 2009
Bei der Landtagswahl 2009 wurde Klara Geywitz im Wahlkreis direkt gewählt.
Die weiteren Wahlkreisergebnisse:
| Direktkandidat        | Partei              | Erststimmen in % | Zweitstimmen in % |
| --------------------- | ------------------- | ---------------- | ----------------- |
| Klara Geywitz         | SPD                 | 31,6             | 34,5              |
| Anita Tack            | Die Linke           | 27,6             | 24,1              |
| Wieland Niekisch      | CDU                 | 16,5             | 15,0              |
| -                     | DVU                 | -                | 00,5              |
| Marie Luise von Halem | GRÜNE               | 14,1             | 15,2              |
| Linda Teuteberg       | FDP                 | 08,6             | 07,5              |
| -                     | 50 Plus             | -                | 00,3              |
| -                     | DKP                 | -                | 00,3              |
| -                     | REP                 | -                | 00,1              |
| -                     | Die-Volksinitiative | -                | 00,2              |
| -                     | NPD                 | -                | 00,7              |
| -                     | RRP                 | -                | 00,5              |
| Marco Schade          | Freie Wähler        | 01,7             | 01,0              |

Zur Landtagswahl 2009 gehörte der Stadtteil Golm zu diesem Wahlkreis.

## Landtagswahl 2004
Die Landtagswahl 2004 hatte folgendes Ergebnis:
| Direktkandidat   | Partei          | Erststimmen in % | Zweitstimmen in % |
| ---------------- | --------------- | ---------------- | ----------------- |
| Klara Geywitz    | SPD             | 33,6             | 38,0              |
| Wieland Niekisch | CDU             | 18,5             | 15,6              |
| Anita Tack       | PDS             | 31,7             | 25,2              |
| –                | DVU             | –                | 02,3              |
| Wolfgang Wieland | GRÜNE           | 12,3             | 10,2              |
| Heinz Lanfermann | FDP             | 03,9             | 02,8              |
| –                | AfW             | –                | 00,1              |
| –                | AUB-Brandenburg | –                | 00,5              |
| –                | DKP             | –                | 00,3              |
| –                | GRAUE           | –                | 00,8              |
| –                | FAMILIE         | –                | 03,3              |
| –                | 50 Plus         | –                | 00,4              |
| –                | JA              | –                | 00,2              |
| –                | Offensive D     | –                | 00,1              |
| –                | BRB             | –                | 00,2              |